# Stenus geniculatus
Stenus geniculatus är en skalbaggsart som beskrevs av Johann Ludwig Christian Gravenhorst 1806. Stenus geniculatus ingår i släktet Stenus, och familjen kortvingar. Arten är reproducerande i Sverige.